# Republic of Austria v. Altmann
L'affaire Republic of Austria v. Altmann (République d'Autriche c. Altmann), 541 U.S. 677 (2004), est une affaire dans laquelle la Cour suprême des États-Unis a jugé que la loi sur l'immunité des États souverains étrangers, ou FSIA, s'applique de façon rétroactive.

## Les Klimt volés par les nazis
Ferdinand Bloch-Bauer, né en 1864, est un riche industriel viennois. Il a fait fortune dans l'industrie sucrière et épouse en 1899 Adele Bloch-Bauer. Tous deux passionnés d'art, ils reçoivent chez eux, 18 de la Elisabethstraße (de), des personnalités politiques et de nombreuses personnalités du monde artistique, comme Gustav Mahler, Richard Strauss ou encore Stefan Zweig. Ils parrainent plusieurs artistes, collectionnant principalement des peintures viennoises du XIXe siècle et des sculptures modernes. Ferdinand a également une passion pour la porcelaine néoclassique et, en 1934, sa collection compte plus de 400 pièces et est l'une des plus belles au monde,.
En 1903, Ferdinand demande à Gustav Klimt, peintre autrichien en vogue, de peindre un portrait de sa femme. Après des centaines d'esquisses, le portrait est dévoilé en 1907. Il est l'œuvre la plus représentative du cycle d'or de Klimt et montre Adele totalement recouverte de dorures, assise sur un trône également dorée. Cette œuvre sera bien après la Seconde Guerre mondiale considérée par les autrichiens comme leur Mona Lisa. Adele devient la muse de Klimt et en 1912, un second portrait est commandé. On lui attribue également les traits de la femme représentée dans Judith et Holopherne. Au fil des ans, le couple acquiert d'autres Klimt, à savoir Sous-bois Buchenwald, Schloß Kammer am Attersee III, Le Pommier I, les Maisons d'Unterach sur le lac Utter.

En 1923, Adele, qui a une santé fragile, écrit un testament où elle demande que les différentes œuvres de Klimt soient léguées à la Österreichische Galerie Belvedere après la mort de son mari, : 

« Meine 2 Porträts und die 4 Landschaften von Gustav Klimt, bitte ich meinen Ehegatten nach seinem Tode der österr. Staats-Gallerie in Wien, die mir gehörende Wiener und Jungfer. »

et traduit en français : 

« Je demande à mon mari, après sa mort, de laisser mes deux portraits et les quatre paysages de Gustav Klimt à la Galerie d'État autrichienne à Vienne,. »

Gustav, frère de Ferdinand est l'exécuteur testamentaire,. Adele meurt en 1925 d'une méningite, sans descendance directe. Gustav dépose une demande d'homologation ; il y joint un document indiquant que la clause du testament est précative, c'est-à-dire qu'il s'agit d'une demande et non d'un testament contraignant. Il ajoute que Ferdinand indique qu'il respectera la clause, même si c'est lui, et non Adele, qui est le propriétaire légal des tableaux. En 1936, Ferdinand donne le Schloß Kammer am Attersee III à la Österreichische Galerie Belvedere. Il acquiert par la suite une dernière œuvre de Klimt, le portrait d'une amie, Portrait d'Amalie Zuckerkandl.
En 1938 arrive l'Anschluss, à savoir l'annexion de l'Autriche par l'Allemagne nazie. Ferdinand fuit l'Autriche, en laissant derrière lui ses œuvres d'art et meurt en Suisse en 1945. En son absence, le régime nazi l'accuse faussement d'avoir fraudé le fisc à hauteur de 1,4 million de Reichsmarks. Ses avoirs sont gelés et, en mai 1938, un ordre de saisie est émis, ce qui permet à l'État de disposer de ses biens comme bon lui semble. Sa sucrerie est confisquée et remise à l'État, et fait l'objet d'un processus d'aryanisation, les actionnaires et les directeurs juifs étant remplacés. Sa résidence viennoise devient un bureau de la Deutsche Reichsbahn, la compagnie ferroviaire allemande, tandis que son château en Tchécoslovaquie devient, après l'occupation allemande, la résidence personnelle du SS-Obergruppenführer Reinhard Heydrich,. Un avocat, le Dr Friedrich Führer, est nommé administrateur de la succession. En janvier 1939, il convoque une réunion des directeurs de musées et de galeries pour inspecter les œuvres et indiquer celles qu'ils souhaitent obtenir. Après le catalogage de la collection, Adolf Hitler utilise le décret Führervorbehalt pour obtenir une partie de la collection à un prix réduit. Plusieurs autres dirigeants nazis, dont Hermann Göring, le commandant en chef de la Luftwaffe, obtiennent des œuvres de la collection,. Göring utilise également le décret Führervorbehalt pour obtenir le tour de cou qu'Adele Bloch-Bauer arbore dans son portrait ; il l'offre à Emmy, son épouse. Ce tour de cou, après avoir été propriété d'Adele, avait été offert à Maria Altmann, fille de Gustav, par Ferdinand, comme cadeau de mariage. En décembre 1941, Friedrich Führer transfère le Portrait d'Adele Bloch-Bauer I et Le Pommier I à la Galerie Belvedere en échange de Schloß Kammer am Attersee III, qu'il vend ensuite à Gustav Ucicky, un fils illégitime de Klimt. Une note accompagnant les tableaux indique qu'il agit conformément à la volonté d'Adele,. Afin de supprimer toute référence aux origines juives de son sujet, la galerie rebaptise le portrait du titre allemand Dame in Gold (qui peut être traduit en français par La Dame en or).

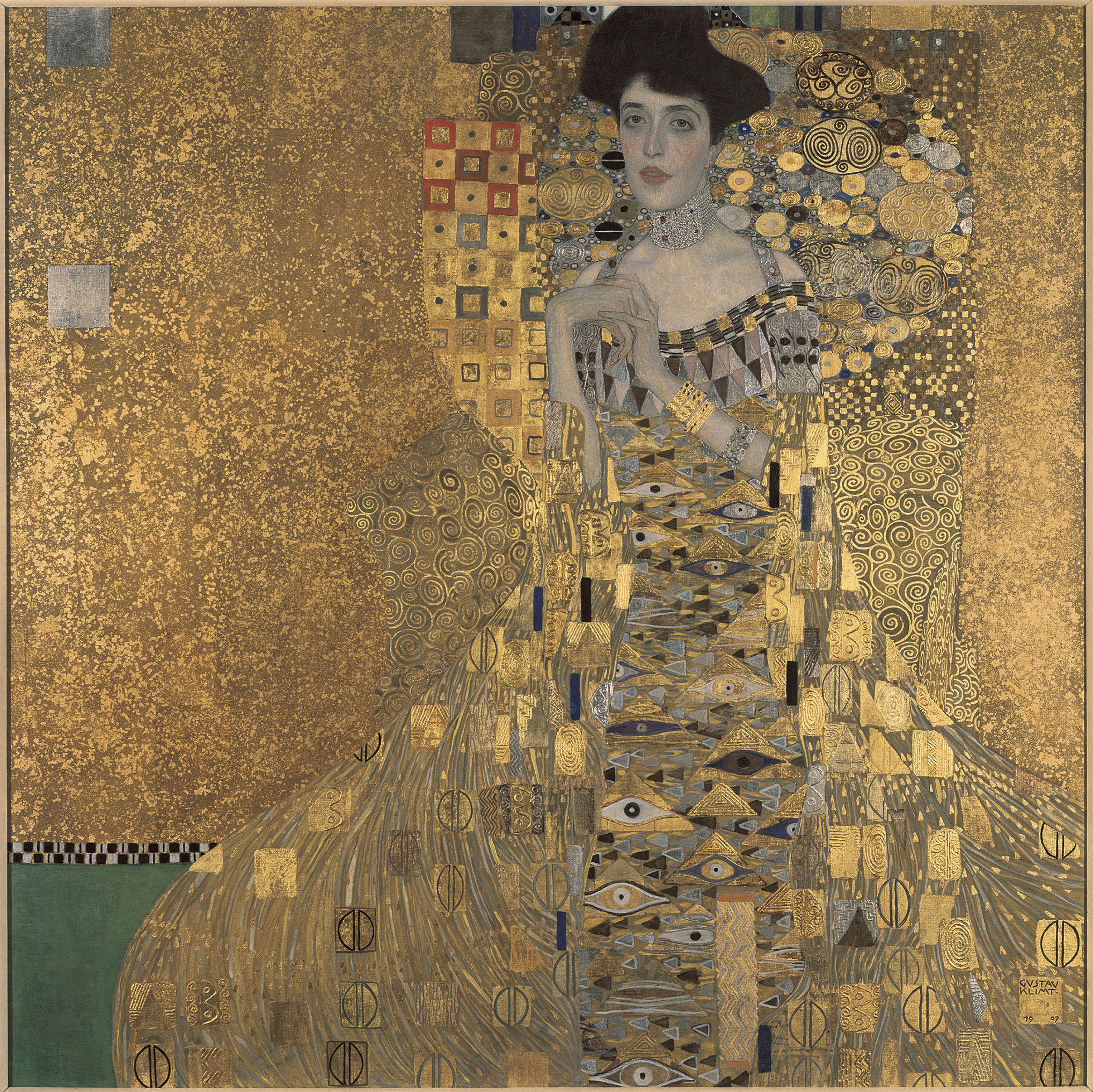
Portrait d'Adele Bloch-Bauer I, 1907
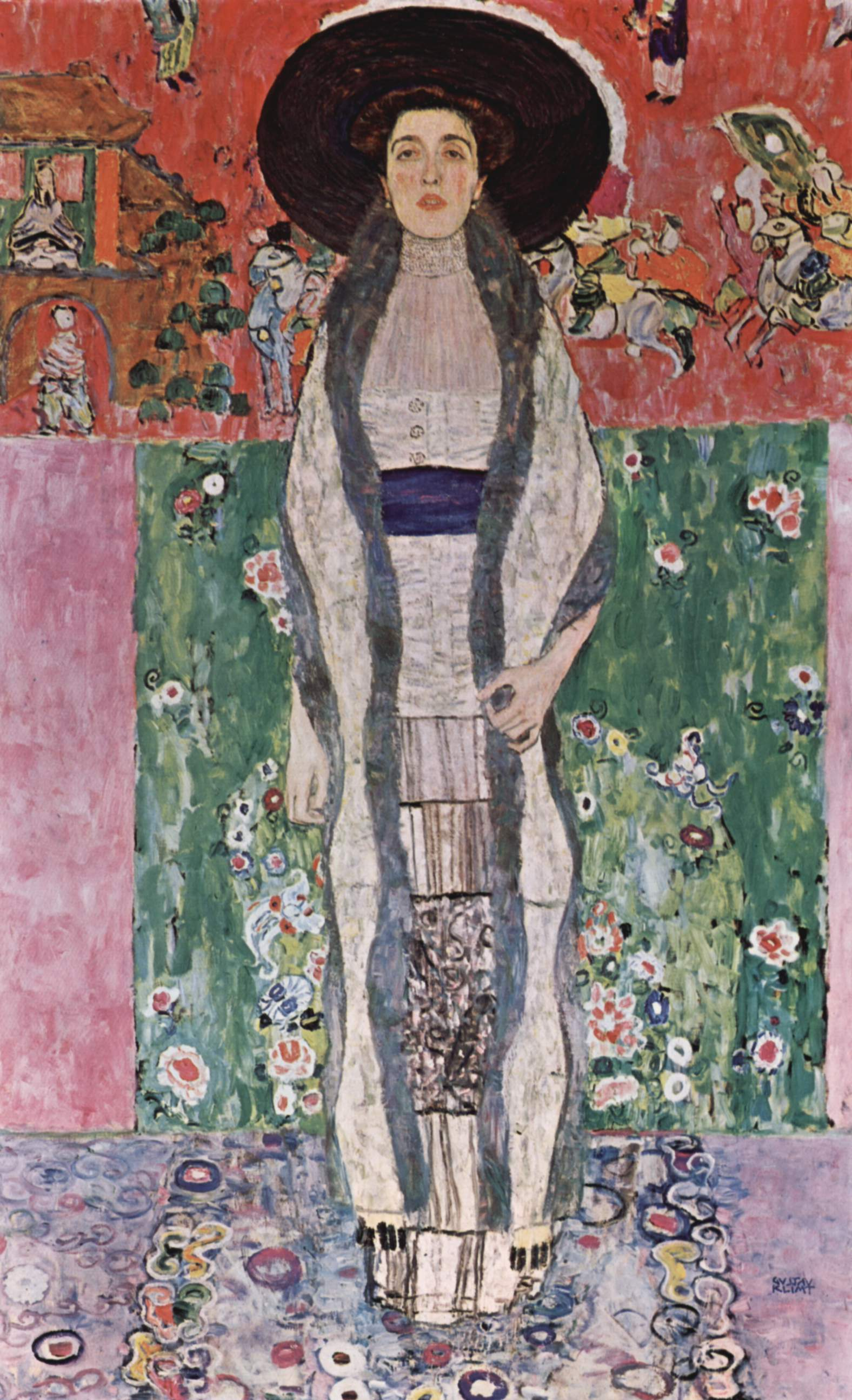
Portrait d'Adele Bloch-Bauer II, 1912
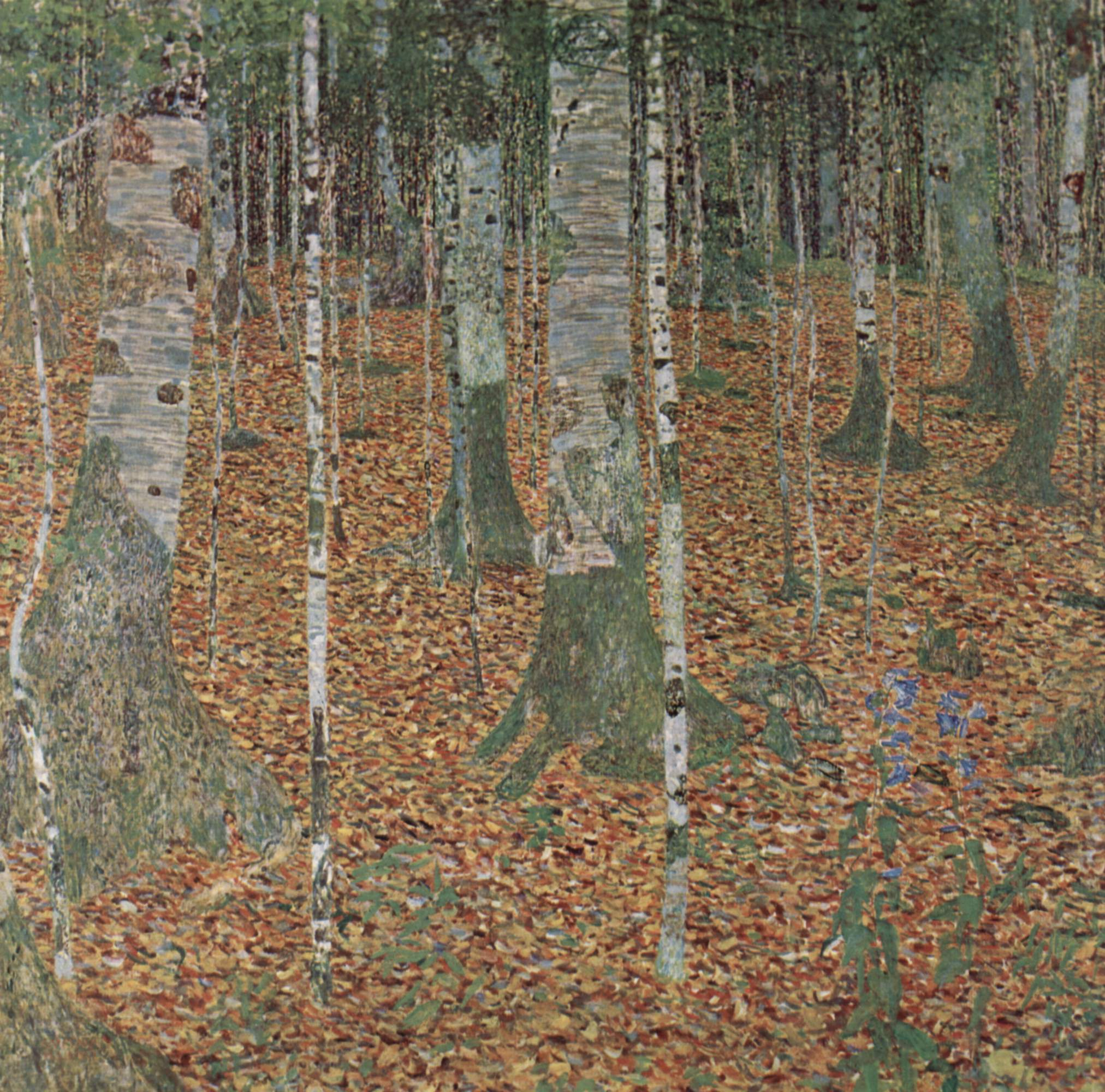
Sous-bois Buchenwald (Birkenwald), 1903
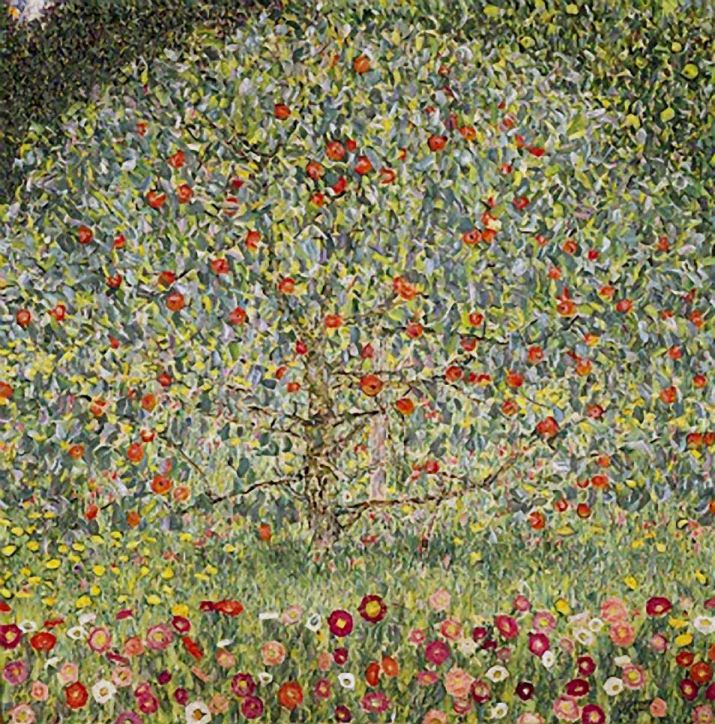
Le Pommier I (Apfelbaum I), 1912
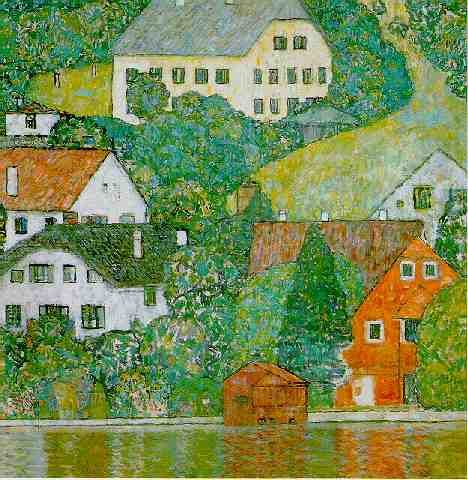
Les Maisons d'Unterach sur le lac Utter (Häuser in Unterach am Attersee), 1916
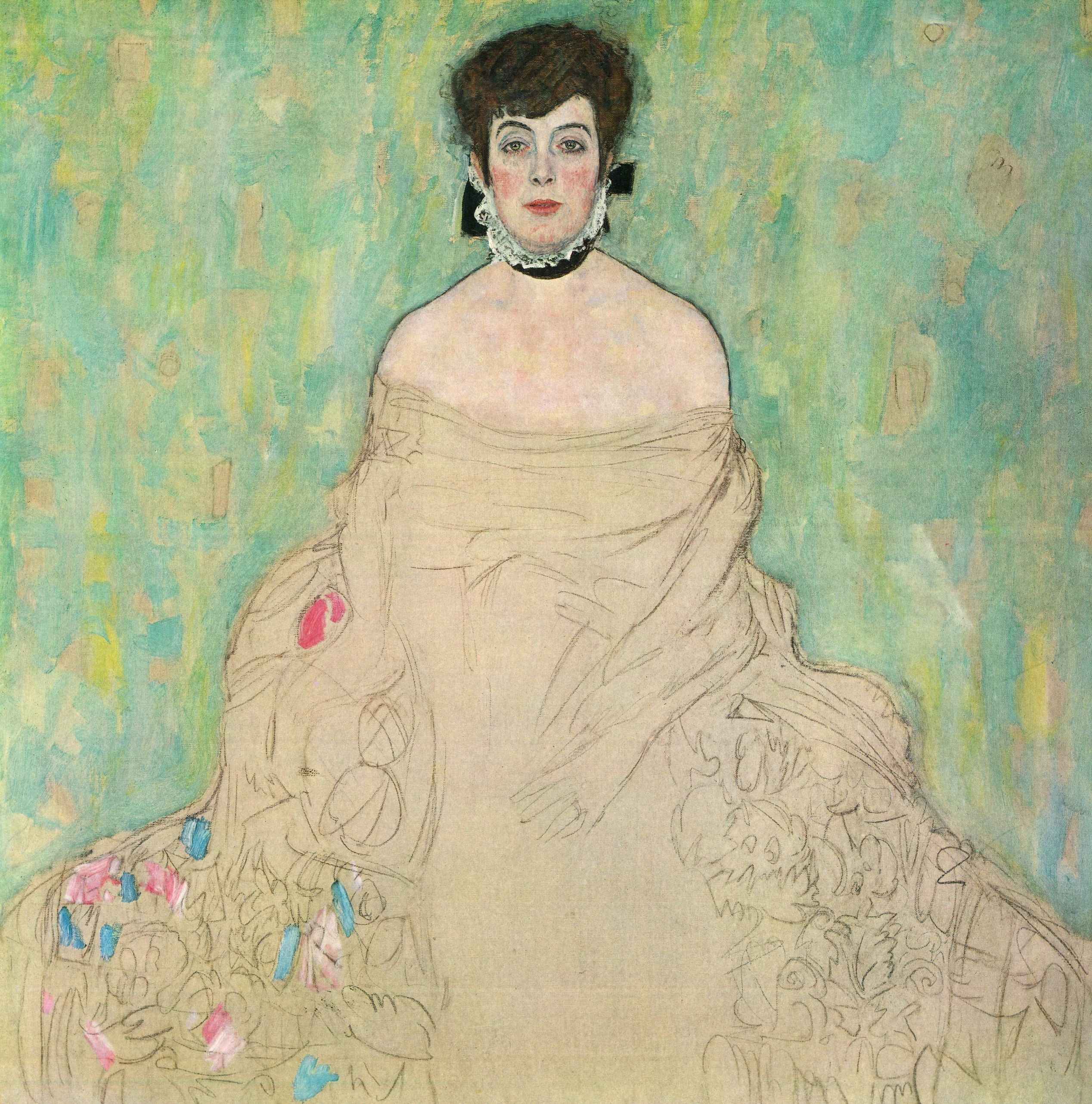
Portrait d'Amalie Zuckerkandl, 1917-1918.
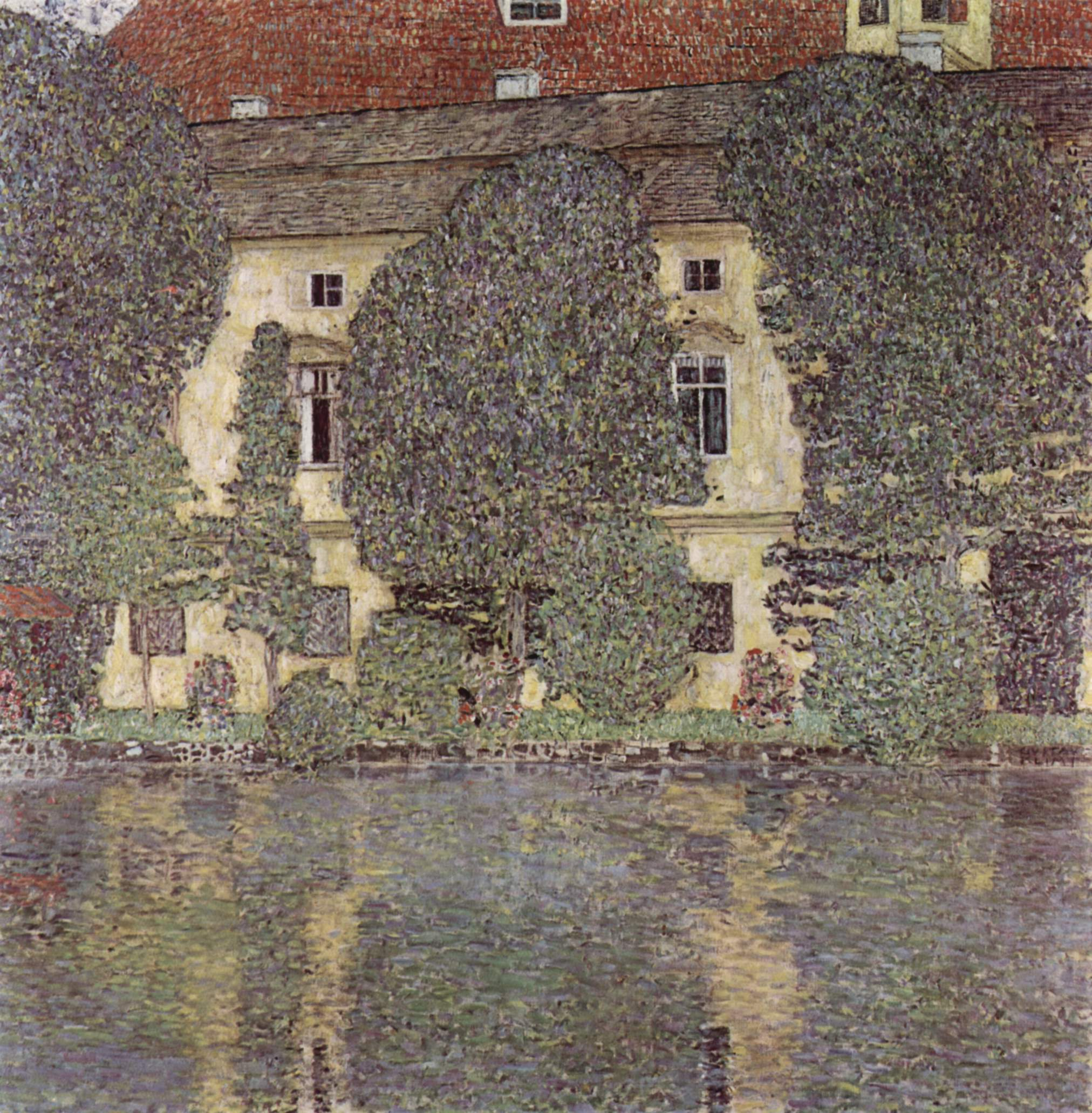
Schloß Kammer am Attersee III, 1910.

## Le Art Restitution Act
En 1998, le Portrait de Walburga Neuzil (Wally) de Schiele est saisi par la justice américaine alors qu'il était prêté au Museum of Modern Art de New York par le Musée Leopold de Vienne dans le cadre d'une exposition consacrée au peintre autrichien,,. Une plainte avait été déposée par les héritiers de Lea Bondi, la propriétaire initiale du tableau, car selon eux, il s'agissait d'une œuvre spoliée par les nazis durant la Seconde Guerre mondiale,. Si la justice ne leur rendra raison qu'en 2010, ce scandale pousse le gouvernement autrichien à agir dès 1998. La ministre fédérale autrichienne de l'Éducation, de la Science et de la Recherche, Elisabeth Gehrer, ouvre les archives du ministère pour permettre aux chercheurs de certifier la provenance des différentes œuvres des musées nationaux,,. Au mois de décembre 1998, une loi sur la restitution des œuvres d'art volées par les nazis est votée, le Art Restitution Act,. Le gouvernement met en place une commission, composée d'historiens de l'art. Elle a pour but de conseiller le ministère sur les œuvres à retourner ou pas aux potentiels héritiers,.
À la suite de l'ouverture des archives, Hubertus Czerning, journaliste d'investigation autrichien, entreprend l'examen de celles-ci. Il montre, dans un article publié en février 1998, que plusieurs œuvres des Rothschild, des Lederer, ou d'autres familles juives, ont été pillés par l'Autriche. Il démontre également, document à l'appui, que plusieurs œuvres de Gustav Klimt, dont La Dame en or, achetées et commanditées par Ferdinand Bloch-Bauer avant la guerre, n'ont pas été généreusement offertes à la Österreichische Galerie Belvedere de Vienne mais volées par les nazis,,. Comme l'État autrichien avait refusé après la guerre de rendre les œuvres, ou de reconnaître qu'un vol a eu lieu, Czernin qualifie la situation de « double crime ».
En février 1998, Maria Atlmann, nièce de Ferdinand Bloch-Bauer et héritière de ce dernier, reçoit un appel d'une amie viennoise. Elle lui indique avoir lu un article suggérant que les œuvres de Klimt acquises par la famille Bloch-Bauer ont été volées par l'Autriche. Cette nouvelle n'étonne pas Maria. Elle a en effet été témoin des vols effectués par les nazis envers sa famille. En 1938, elle assiste à l'Anschluss et fuit l'Autriche avec son mari. Ils prennent refuge aux États-Unis. Ce n'est qu'en septembre 1998, après la mort de sa sœur Luise et ce coup de téléphone, qu'elle se décide à agir. Elle contacte ainsi l'avocat E. Randold Schoenberg, petit-fils du célèbre compositeur Arnold Schönberg et surtout petit-fils de Gertrude Zeisl, grande amie d'enfance de Maria.

## Affaire

### Saisine
Adele Bloch-Bauer, le modèle de deux des tableaux, avait écrit dans son dernier testament : « Meine 2 Porträts und 4 Landschaften von Gustav Klimt, bitte ich meinen Ehegatten nach seinem Tode der österr. Staats-Galerie in Wien zu hinterlassen » ; c'est-à-dire : « Je demande à mon mari de léguer mes 2 portraits et les 4 paysages de Gustav Klimt à la Galerie d'État autrichienne à Vienne après sa mort ». Ferdinand Bloch-Bauer avait signé une déclaration reconnaissant le souhait d'Adèle dans son dernier testament. Il avait également fait don de l'un des tableaux à la galerie du Belvédère à Vienne en 1936. La Cour suprême autrichienne a jugé qu'Adele n'a probablement jamais été la propriétaire légale des tableaux. Elle a plutôt considéré qu'il était plus probable que Ferdinand Bloch-Bauer en soit le propriétaire légal et que Maria Altmann soit l'héritière légitime de la succession de Ferdinand.

### Décision
C'est l'une des affaires qui traite de la « doctrine anti-rétroactivité », une doctrine selon laquelle les tribunaux ne doivent pas interpréter une loi de manière qu'elle s'applique rétroactivement (à des situations survenues avant sa promulgation), sauf si la loi le prévoit clairement. Cela signifie que, en ce qui concerne les actions en justice intentées après sa promulgation, les normes d'immunité souveraine de la FSIA et ses exceptions s'appliquent même aux comportements antérieurs à 1976,.
Le résultat de cette affaire pour la plaignante, Maria Altmann, est qu'elle est autorisée à intenter une action civile contre l'Autriche devant un tribunal fédéral de district des États-Unis pour récupérer cinq tableaux volés par les nazis à ses proches et conservés ensuite dans un musée du gouvernement autrichien. Comme la Cour suprême l'a noté dans sa décision, Mme Altmann avait déjà essayé de poursuivre le musée en Autriche, mais elle avait été obligée de se désister volontairement en raison de la règle autrichienne selon laquelle les frais de justice sont proportionnels au montant du litige (dans ce cas, l'énorme valeur monétaire des tableaux). En vertu de la loi autrichienne, les frais de dépôt d'une telle action en justice sont fixés comme un pourcentage du montant recouvrable. À l'époque, la valeur des cinq tableaux était estimée à environ 135 millions de dollars, ce qui portait les frais de dépôt à plus de 1,5 million de dollars. Bien que les tribunaux autrichiens aient par la suite réduit ce montant à 350 000 dollars, c'était encore trop pour Mme Altmann, qui avait abandonné son action devant les tribunaux autrichiens.

De retour devant le tribunal de district, les deux parties acceptent un arbitrage en Autriche en 2005, qui donne raison à Mme Altmann le 16 janvier 2006.

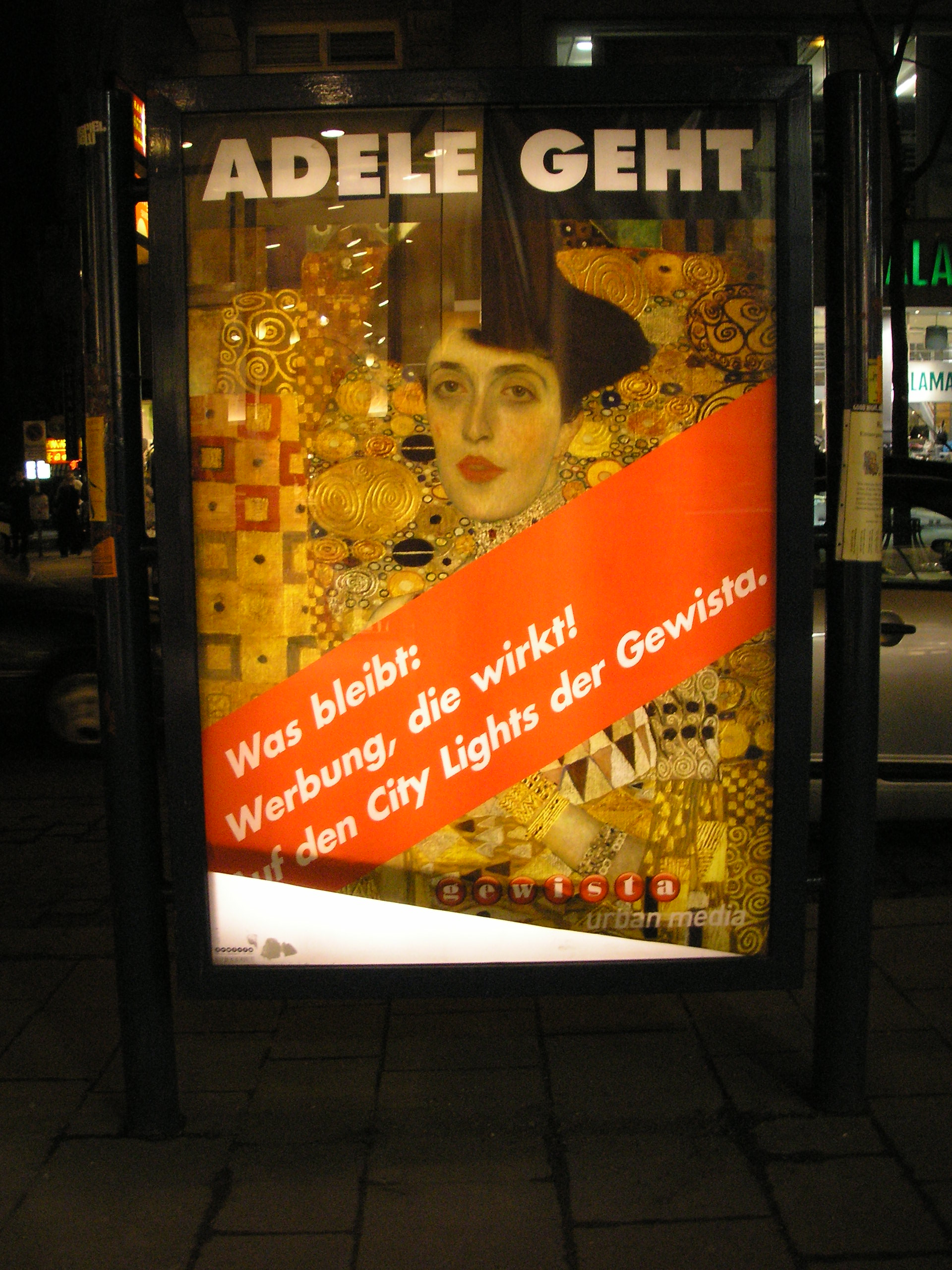
Affiche viennoise incitant à dire adieu au portrait d'Adele Bloch-Bauer.

## Développement

### Réactions et vente aux enchères
La décision du tribunal arbitral en faveur de Maria Altmann est un choc pour l'opinion publique autrichienne et le gouvernement. La perte des tableaux est considérée en Autriche comme la perte d'un trésor national. Les tableaux quittent l'Autriche en mars 2006 et sont rendus à Mme Altmann. En conséquence, le gouvernement autrichien est critiqué par les partis d'opposition pour n'avoir pas réussi à conclure un accord avec Maria Altmann à un stade plus précoce. La ville de Vienne affirme également que la reprise des tableaux était un « devoir moral ».
Quelques mois à peine après que le gouvernement autrichien ait finalement rendu à Mme Altmann les biens de son héritage familial, elle confie les tableaux à la maison de vente aux enchères Christie's, pour qu'elle les vende en son nom. Le Portrait d'Adèle Bloch-Bauer I se vend pour un montant présumé de 135 millions de dollars lors d'une vente privée. Les quatre autres tableaux sont vendus aux enchères. Le Portrait d'Adèle Bloch-Bauer II est vendu, par exemple, pour 88 millions de dollars, tandis que la vente total atteint plus de 327 millions de dollars.

### Galerie des tableaux

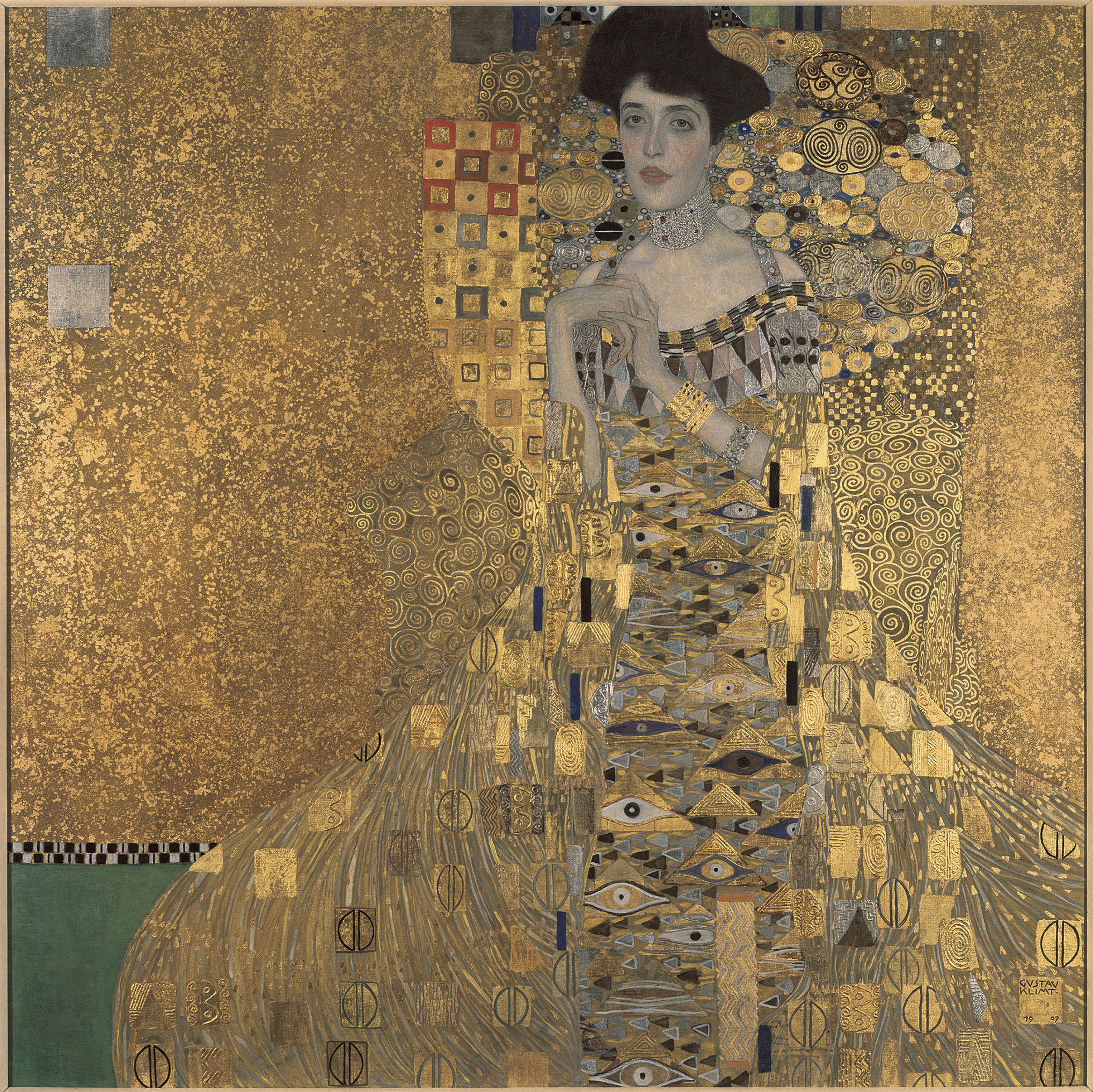
Portrait d'Adele Bloch-Bauer I, 1907
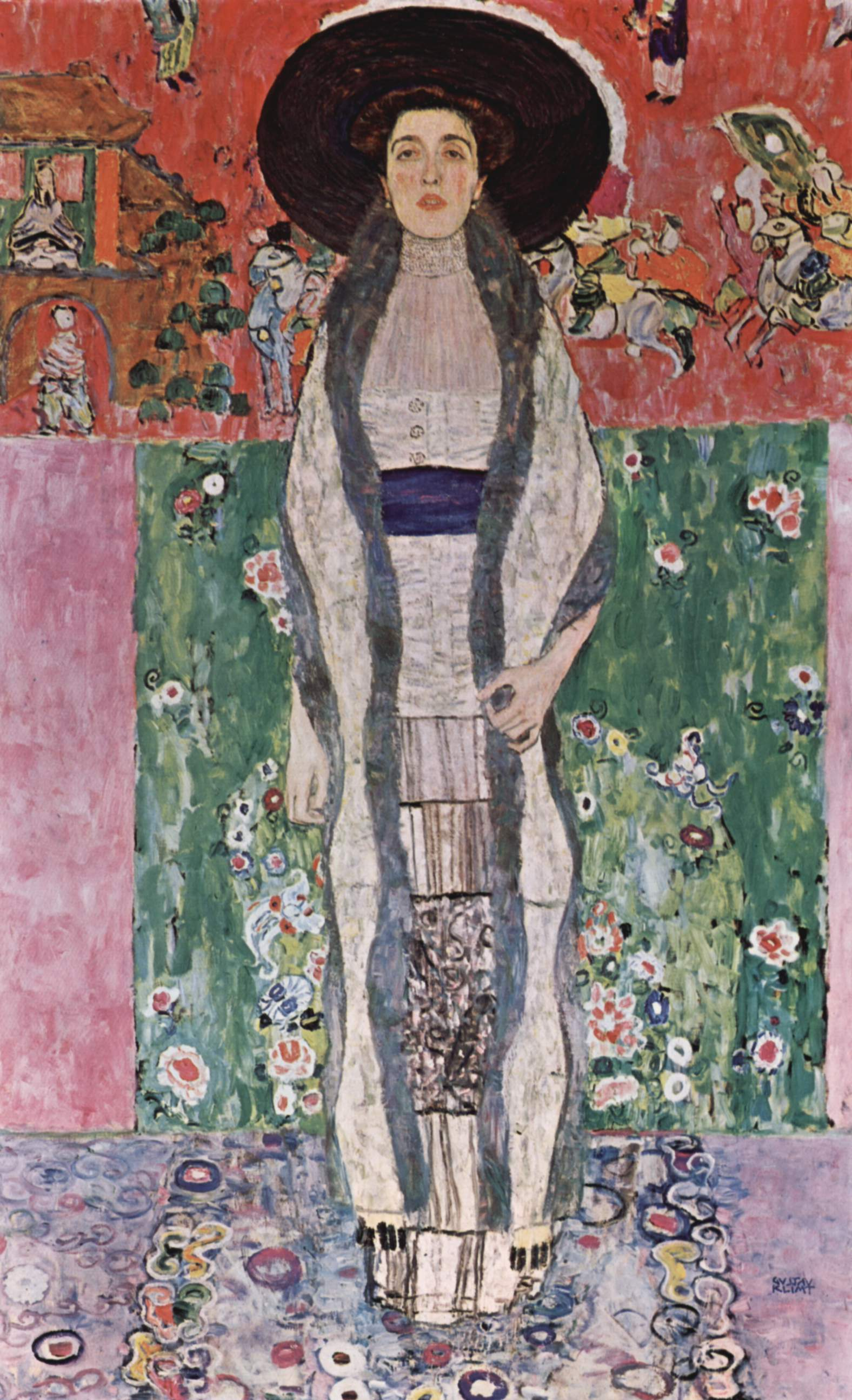
Portrait d'Adele Bloch-Bauer II, 1912
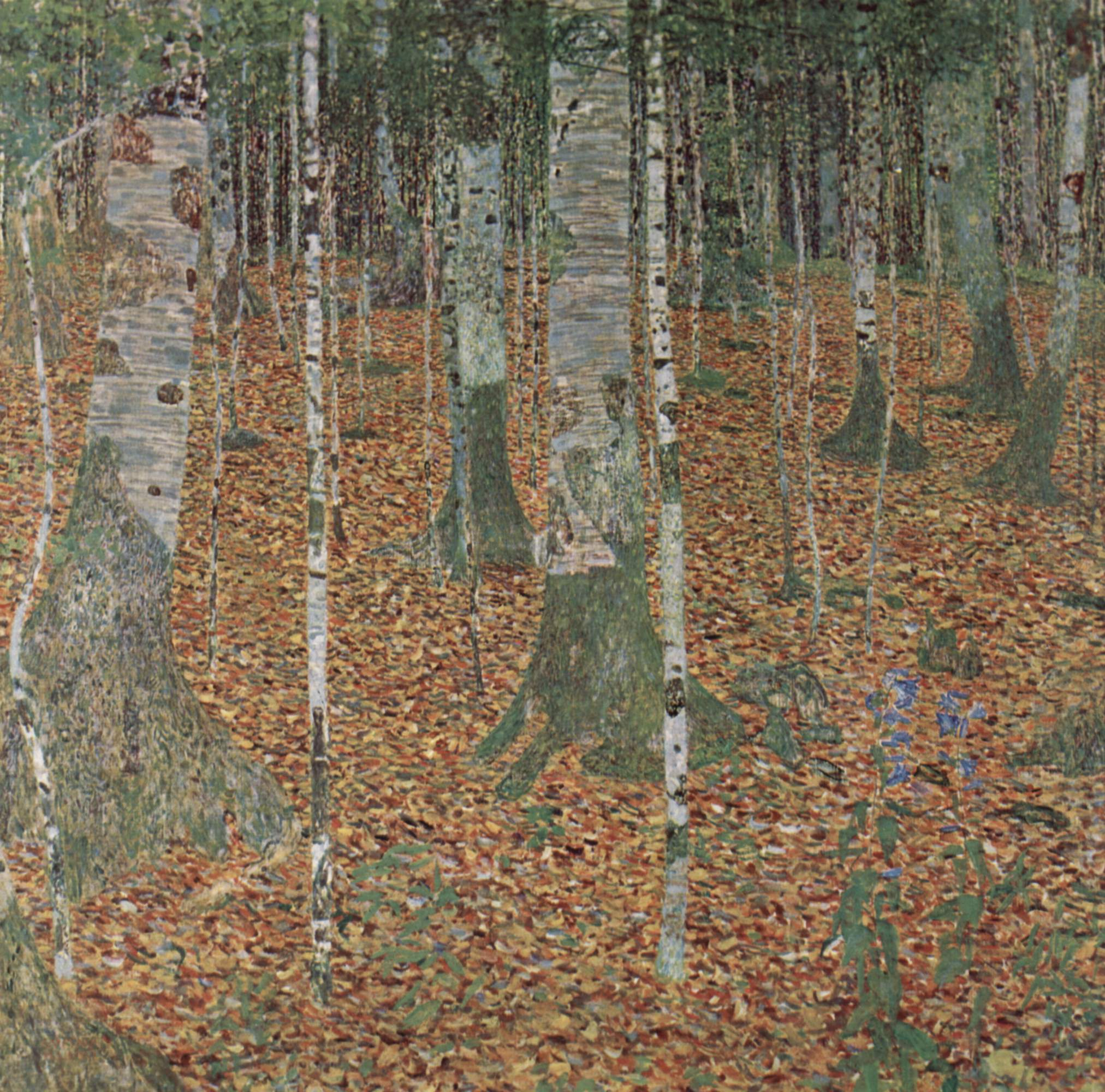
Buchenwald/'Birkenwald
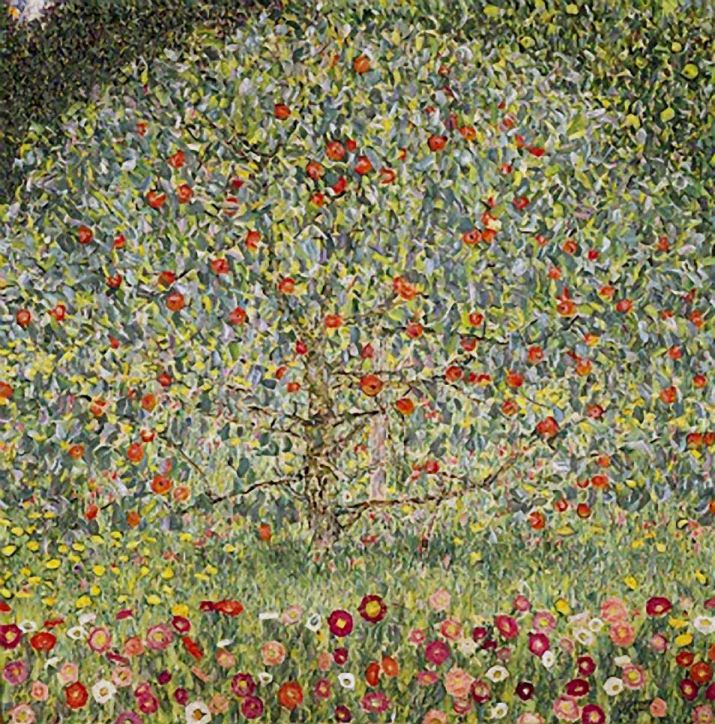
Apfelbaum I, 1912
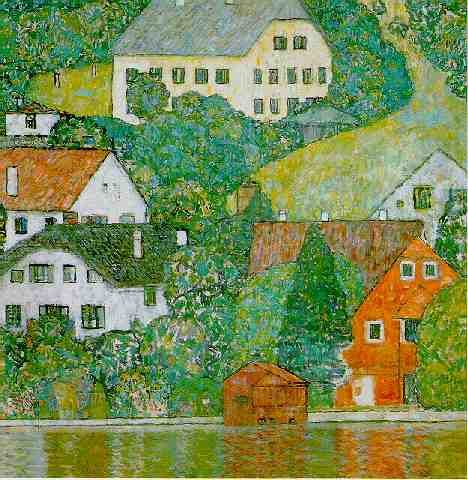
Häuser in Unterach am Attersee, 1916

### Documentaires
L'histoire de Maria Altmann est relatée dans trois films documentaires. L'affaire Klimt, sorti en 2007, présente des interviews d'Altmann et d'autres personnes étroitement liées à l'histoire. Adele's Wish, du réalisateur Terrence Turner, qui est le mari de la petite-nièce de Mme Altmann, est sorti en 2008 et présente des entretiens avec Maria, son avocat, E. Randol Schoenberg, et des experts du monde entier. La pièce est également présentée dans le documentaire The Rape of Europa de 2006, qui traite du vol massif d'œuvres d'art en Europe par le gouvernement nazi pendant la Seconde Guerre mondiale.